# 陈常嫔
陳常嬪（16世纪？—1562年），名失考，廣平府邯鄲縣人。陳倉之女，錦衣衛百户陳時政之妹，明朝明世宗朱厚熜之嬪。

## 生平
陳氏的出生及入宮時間均不詳。去世後，陳常嬪葬於峯峪口。《太常續考》卷四〈長陵等陵事宜〉謂：「德妃張氏、徽妃王氏、莊嬪王氏、惠嬪韋氏、常妃陳氏、常嬪李氏、裕嬪王氏，以上七妃嬪各爲一墓」，但是其後同卷〈西山陵園事宜〉再次提及這七位各為一墓葬金山的妃嬪時，則將陳氏寫為常嬪，前後有差異。有學者認為若果〈長陵等陵事宜〉稱呼陳氏為常妃，則與當時「二十六嬪」之數不符，因此陳氏當被封為常嬪。根據《邯鄲縣志》及《廣平府志》的記載，陳常嬪為邯鄲陳倉之女，嘉靖二十六年選入內庭，嘉靖四十一年薨逝，追封為常嬪，其兄長陳時政授為錦衣衛百户。